# Wild Frontier
| 전문가 평가                      | 전문가 평가 |
| 평가 점수                        | 평가 점수   |
| 출처                             | 점수        |
| -------------------------------- | ----------- |
| AllMusic                         | [ 2 ]       |
| Collector's Guide to Heavy Metal | 4/10        |

《Wild Frontier》는 북아일랜드의 기타리스트 게리 무어가 1987년 3월 9일에 발매한 여섯 번째 솔로 스튜디오 음반이다. 1985년 고향인 북아일랜드 벨파스트로 돌아간 그의 첫 스튜디오 노력은 아일랜드에 대한 여러 곡이 수록되어 있으며 음악 자체도 켈트족의 뿌리를 박고 있다. 이 음반은 1986년 1월 4일에 사망한 무어의 절친한 친구이자 전 씬 리지 밴드 동료 필 라이넛의 기억을 위해 후면 커버에 "For Philip (필립을 위하여)"라는 글귀가 새겨져 있다.
《Wild Frontier》에는 영국 20위에 오른 히트 싱글 〈Over the Hills and Far Away〉와 이지비츠의 노래 〈Friday on My Mind〉의 커버가 담겨 있다. 맥스 미들턴이 펜으로 만든 〈The Loner〉는 원래 1979년 코지 파월이 그의 《Over the Top》 음반에 녹음한 것이다(이 음반에 무어가 연주한 곡은 파월의 〈The Loner〉에 수록된 것은 아니지만). 이 곡은 무어가 자신의 녹음을 위해 상당 부분 변경했기 때문에, 그는 공동 작곡가로 인정받고 있다.
《Wild Frontiner》의 모든 드럼은 드럼 머신으로 서열화되어 있지만, 음반의 라이너 노트에서는 프로그래밍이 승인되지 않았고, 밴드 리플렉스의 전자 드러머 롤랜드 케리지가 드럼 트랙을 많이 했으며, 〈Over the Hills and Far Away〉의 뮤직비디오와 음반의 초기 TV 프로모션에 출연할 것이다. 미래의 앨리스 쿠퍼, 키스 그리고 전 블랙 사바스의 드러머 에릭 싱어는 배들랜즈를 형성하기 전에 이 투어를 위해 드럼을 연주했다.

## 커버
〈Over the Hills and Far Away〉는 같은 제목의 2001년 EP에 핀란드의 심포닉 파워 메탈 밴드 나이트위시가, 음반 《Urkraft》에 스웨덴의 바이킹 메탈 밴드 싸이어핑이, 그리고 패티 거디가 《Shape & Patternes》 EP(2018년)에 의해 다뤄졌다. 록아웃스탠드아웃 리뷰어는 "허디 거디와 보컬을 겸비한 패티 거디의 커버는 곡에 대한 전혀 다른 취향을 갖게 해주며 아주 잘 작동합니다. 보컬에 미치는 에코 효과로 원곡이 할 수 있는 파워풀한 분위기를 잘 아는 트랙입니다. 이 별난 커버가 너무 좋고 노래를 들으면 항상 따뜻함을 느낍니다."라고 말했다. 스페인의 밴드 사우롬도 〈La Disolución de la Comunidad〉라는 제목의 대체 가사로 이 곡의 커버를 녹음했다.

## 곡 목록
모든 곡들은 특별한 언급이 없는 한 게리 무어에 의해 작사/작곡하였다.
| #   | 제목                                          | 작사·작곡          | 재생 시간 |
| --- | --------------------------------------------- | ------------------ | --------- |
| 1.  | 〈Over the Hills and Far Away〉               |                    | 5:20      |
| 2.  | 〈Wild Frontier〉                             |                    | 4:14      |
| 3.  | 〈Take a Little Time〉                        |                    | 4:05      |
| 4.  | 〈The Loner〉 (기악)                          | 맥스 미들턴, 무어  | 5:54      |
| 5.  | 〈Friday on My Mind〉 (이지비츠의 커버)       | 조지 영, 해리 반다 | 4:11      |
| 6.  | 〈Strangers in the Darkness〉                 | 무어, 닐 카터      | 4:38      |
| 7.  | 〈Thunder Rising〉                            | 무어, 카터         | 5:43      |
| 8.  | 〈Johnny Boy〉                                |                    | 3:15      |
| 9.  | 〈Over the Hills and Far Away〉 (12인치 버전) |                    | 7:26      |
| 10. | 〈Wild Frontier〉 (12인치 버전)               |                    | 6:38      |
| 11. | 〈Crying in the Shadows〉                     |                    | 5:01      |

## 인증
| 국가                                                  | 인증     | 판매량/출하량 |
| ----------------------------------------------------- | -------- | ------------- |
| 핀란드 (Musiikkituottajat)                            | 골드     | 42,791        |
| 노르웨이 (IFPI 노르웨이)                              | 골드     | 50,000*       |
| 스웨덴 (GLF)                                          | 플래티넘 | 100,000^      |
| 영국 (BPI)                                            | 실버     | 60,000^       |
| *판매량을 기반으로 한 인증 ^출하량을 기반으로 한 인증 |          |               |